# Stelis mandoniana
Stelis mandoniana är en orkidéart som beskrevs av Rudolf Schlechter. Stelis mandoniana ingår i släktet Stelis och familjen orkidéer. Inga underarter finns listade i Catalogue of Life.